# Заплавка (Волгоградская область)
Заплавка — хутор в Даниловском районе Волгоградской области, в составе Плотниковского сельского поселения.
Население — 181 (2010).

## История
Основано как хутор Заплавский. Хутор относился к юрту станицы Берёзовской Усть-Медведицкого округа Земли Войска Донского (с 1870 — Область Войска Донского). В 1859 году на хуторе проживало 245 душ мужского и 255 женского пола. Согласно переписи 1897 года в хуторе проживало уже 546 мужчин и 539 женщин, из них грамотных: мужчин — 215, женщин — 17.
Согласно алфавитному списку населённых мест Области Войска Донского 1915 года в хуторе имелось хуторское правление, одноклассное приходское училище, Казанская церковь, первым священником которой был Федоров Иоиль Васильевич, церковно-приходская школа, ветряная мельница, земельный надел составлял 5966 десятину, проживало 584 мужчины и 600 женщин.
С 1928 года — в составе Берёзовского района Хопёрского округа (упразднён в 1930 году) Нижне-Волжского края (с 1934 года — Сталинградского края). В 1935 году передан в состав Комсомольского района Сталинградского края (с 1936 года — Сталинградской области, с 1961 года — Волгоградской области). В составе Даниловского района — с 1959 года (с 1963 по 1966 год — территория входила в состав Котовского района)

## География
Хутор находится в степной местности, в балке Заплавка (правый приток Медведицы). Высота центра населённого пункта около 120 метров над уровнем моря. Почвы — южные чернозёмы.
К хутору имеется подъезд от региональной автодороги Даниловку — Михайловка. По автомобильным дорогам расстояние до административного центра сельского поселения хутора Плотников 1-й — 13 км, до районного центра — посёлка Даниловка — 17 км, до областного центра — города Волгограда — 240 км.
Часовой пояс
Заплавка, как и вся Волгоградская область, находится в часовой зоне МСК (московское время). Смещение применяемого времени относительно UTC составляет +3:00.

## Население
Динамика численности населения по годам:
| 1859 | 1873 | 1897 | 1915 | 1987 | 2002 |
| ---- | ---- | ---- | ---- | ---- | ---- |
| 500  | 879  | 1085 | 1184 | ≈260 | 248  |

| 2010 |
| ---- |
| 181  |